# Arthur County
Arthur County is een county in de Amerikaanse staat Nebraska.
De county heeft een landoppervlakte van 1.853 km² en telt 444 inwoners (volkstelling 2000). De hoofdplaats is Arthur.

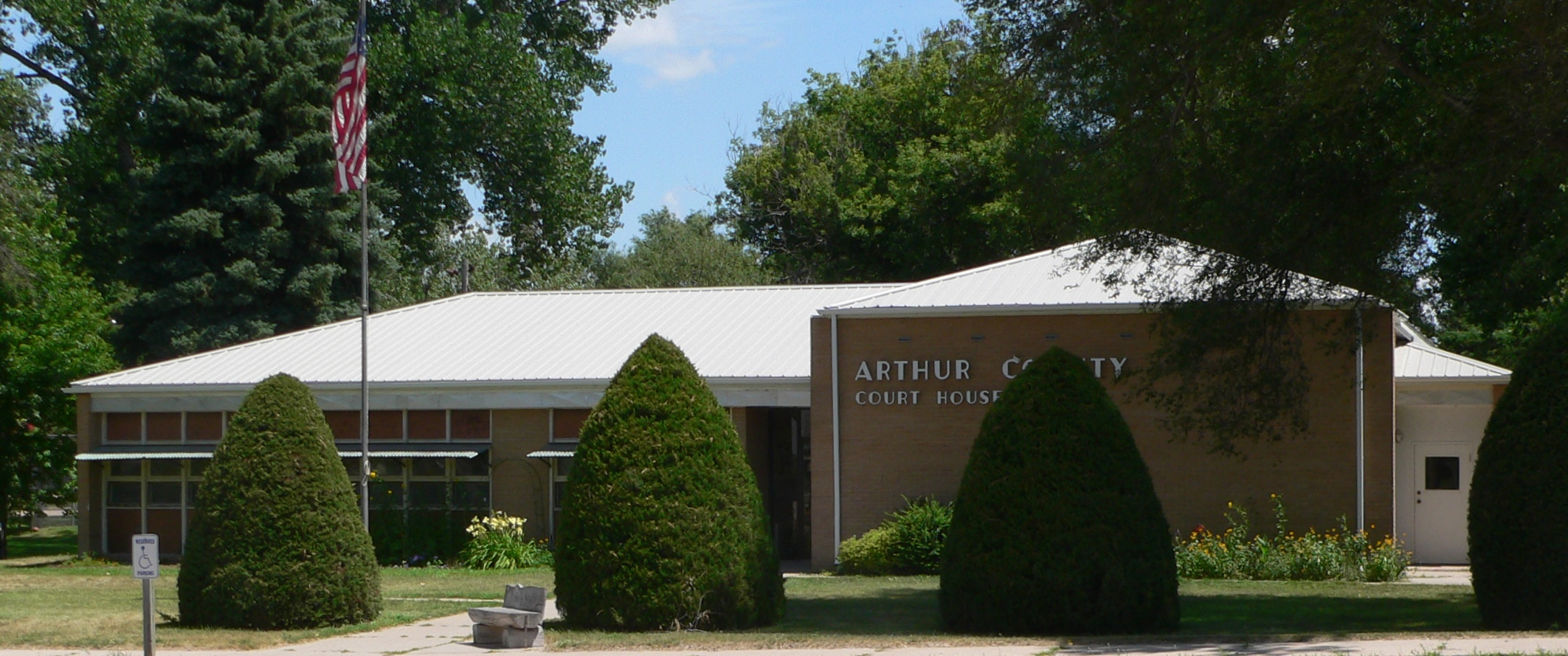
Arthur County Courthouse